# Huvudort
En huvudort är den huvudsakliga orten och det administrativa centrumet i en plats som inte är en självständig stat eller delstat i en sådan. Ordet huvudort förekommer exempelvis i en kommun, ett län eller en provins. Huvudorten är ofta den folkrikaste orten i det område den ligger.

## Huvudorter i olika länder

### Frankrike
I Frankrike kallas huvudorten i ett departement för prefektur (fr. préfecture).

### Norge
I Norge kallas huvudorterna i kommuner och fylken för administrasjonssenter eller administrasjonssentrum.

### Mexiko
I Mexiko och flera andra latinamerikanska länder benämns en kommuns huvudort cabecera municipal eller bara cabecera. Ordet är en böjning av cabeza, som betyder huvud.

### Sverige
I Sverige benämns huvudorten i en kommun centralort och i ett län residensstad.